# Афендики
Афендики — український шляхетський, старшинський, пізніше дворянський рід грецького походження. 

## Походження
Рід, ймовірно, бере початок від родини громадських діячів зі Львова, з яких найбільш відомі Яней, Петро та Іван. Яней Афендик (рік народження і рік смерті невідомі) уславився як борець за права православ'я, був членом Львівського братства і послом від нього на Єпископському з'їзді 1590 року в місті Берестя.
Активними членом Львівського братства були Петро Афендик (рік народження невідомий — близько 1691) та Іван Афендик (рік народження невідомий — близько 1648), останній щедро фінансував братську школу.
Старшинська гілка роду заснована Семеном Афендиком (рік народження невідомий — †перед 1730), який виїхав до Російської держави після Прутського походу 1711 року, оселився в Гетьманщині і служив полковником у Волоському корпусі. Його діти та онуки кілька десятків років посідали уряди сотників Переяславського полку:
- Степан Семенович (рік народження невідомий — перед 1790), Максим Степанович (рік народження невідомий — перед 1798) та Корній Максимович (рік народження невідомий — після 1797) — Бориспільської;
- Микола Семенович (рік народження невідомий — перед 1760) — Воронківської;
- Давид Степанович (рік народження невідомий — після 1768) та Федір Давидович (рік народження невідомий  — після 1784) — Баришівської.

До цього роду належить також Іван Корнійович Афендик (1786 — після 1848) — відомий державний діяч, дійсний статський радник (1836), волинський (1832—1837), а потім псковський віце-губернатор (1837), голова Псковської скарбничої палати (1837—1848).
Різні гілки цього роду внесені до 2-ї та 4-ї частин Родовідної книги Чернігівської губернії.

## Опис герба
Щит: в золотому полі з'єднані перетином напівлев і срібний напіворел, з хрестом в лапі, що супроводжуються зверху короною. Нашоломник: озброєна мечем рука.